# Zamoskvoreč'e
Il quartiere Zamoskvoreč'e (in russo Район Замоскворечье?) è un quartiere di Mosca sito nel Distretto Centrale.
Il quartiere si trova sulla riva destra (meridionale) del fiume Moscova (il nome stesso del quartiere è traducibile con "oltre il fiume Moscova") e occupa la metà orientale dell'omonimo quartiere storico (la metà occidentale costituisce oggi il quartiere Jakimanka). Ospita la stazione ferroviaria Paveleckaja, a sud dell'Anello dei giardini.
I primi insediamenti nella zona dell'attuale quartiere risalgono al XIV secolo. Due ponti, uno a ovest e l'altro a est del Cremlino, fornirono l'accesso alle vie dirette a Kaluga e a Serpuchov, che furono i nuclei lungo cui si sviluppò la prima urbanizzazione del quartiere. Via Bol'šaja Ordynka, attuale confine occidentale del quartiere che deve il suo nome all'Orda d'Oro, fu inizialmente zona di insediamento dei tatari.